# Sauteler Kanal
Der Sauteler Kanal, auch Sauteler Tief, ist ein zwischen 1967 und 1989 angelegter Entwässerungskanal im Südwesten Ostfrieslands. Als Neuanlage hat er eine Länge von 21,80 km, hydrografisch mit der 7,81 km langen Alten Flumm insgesamt 28,61 km. Er entwässert ein Gebiet von 18.100 Hektar (knapp 200 Quadratkilometer) und damit etwas mehr als 1/16 der gesamten ostfriesischen Landfläche.

## Geschichte
Beim Bau des Ems-Jade-Kanals in den 1880er Jahren lehnte die Oldersumer Sielacht den Bau eines Randkanals ab, durch den die Abflüsse aus dem Obergebiet dem neuen Kanal zugeführt werden sollten. Das Niederungsgebiet am Fehntjer Tief litt trotz des 1933–1935 errichteten Schöpfwerks in Oldersum immer wieder unter oft lange andauernden Überflutungen. Deshalb wurde in den 1950er Jahren die Pläne zum Bau eines Randkanals wieder aufgegriffen. Der Kanal sollte die Abflüsse aus dem etwas höher gelegenen östlichen Teil des Gebiets (Ausläufer der Auricher Geest und angrenzendes Moor) auf direkterem Weg und abseits des Netzes der Fehnkanäle in die Ems leiten. Der Sauteler Kanal wurde zwischen 1967 und 1989 zusammen mit dem Siel und Schöpfwerk Sautel gebaut. Der zwischen 15 und 40 Meter breite Kanal ist für eine Abflussspende von 150 Liter pro Sekunde und Quadratkilometer dimensioniert. Bei einem Mittelwasserstand von 0 m ü. NN beträgt die Wassertiefe 2,00 bis 2,75 Meter. Die Kanalsohle fällt von 1,3 m unter NN im Oberlauf auf 2,75 m unter NN. Beim Bau des Kanals wurden 1,65 Millionen Kubikmeter Erde bewegt, wovon 325.000 Kubikmeter für den Bau der Deiche am Kanal verwandt wurden. Da sich durch den Kanalbau das Einzugsgebiet des Schöpfwerks in Oldersum verkleinerte, erhöhte sich dessen Leistung von 67 auf 117 Liter pro Sekunde und Quadratkilometer (bezogen auf mittleres Tidehochwasser).

## Verlauf

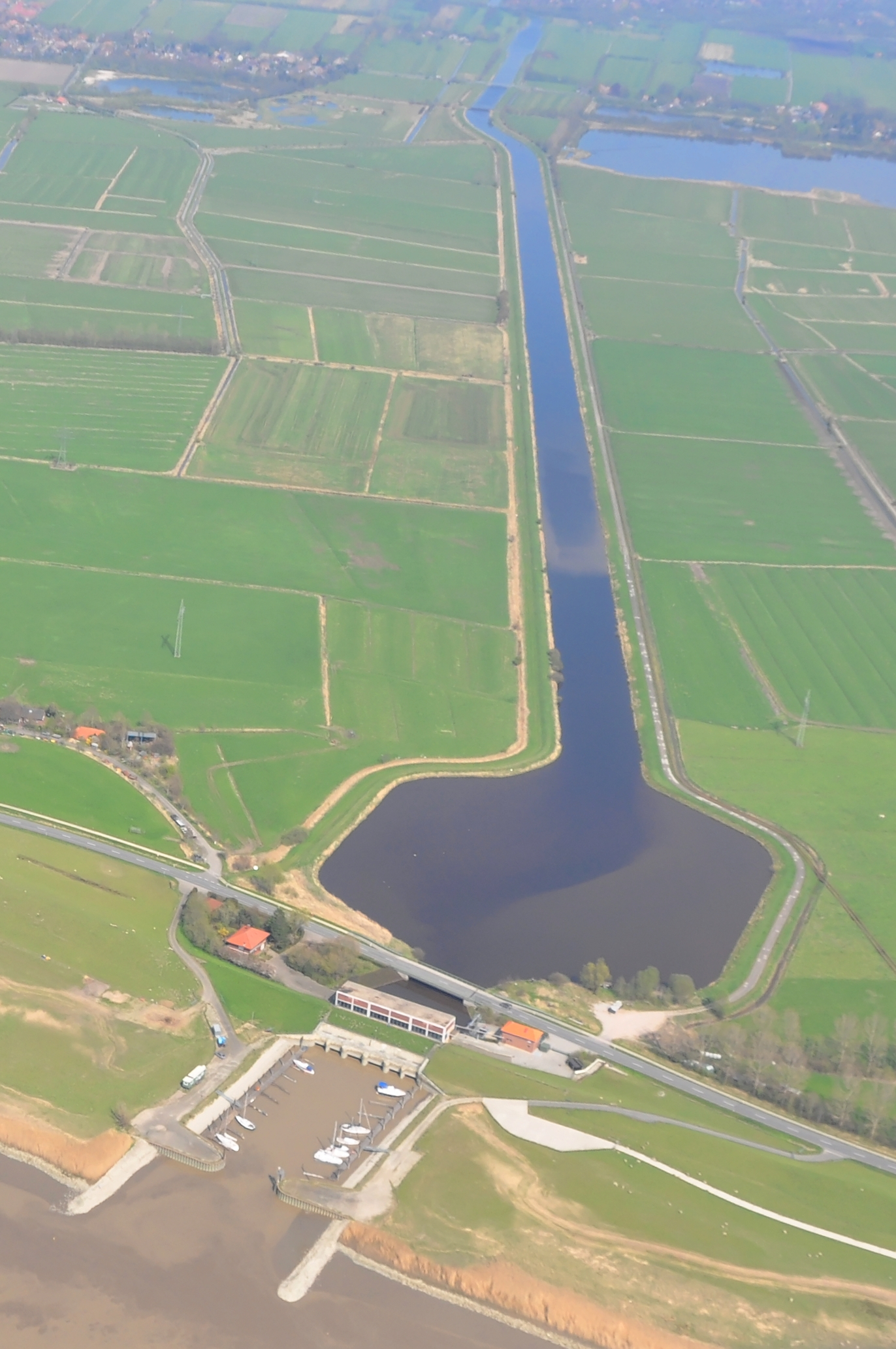
Siel und Schöpfwerk Sautel, Mahlbusen und Sauteler Kanal

Der Kanal beginnt  westlich von Aurich-Oldendorf am Zusammenfluss von Alter Flumm (als sein eigentlicher Oberlauf klassifiziert) und dem 9,23 km langen und 7 m über dem Meer entspringenden Oberlauf der Flumm. Er entfernt sich südwestwärts in spitzem Winkel vom anschließenden Abschnitt der Flumm und stößt nach 2 km auf den Großefehnkanal, dessen Oberwasser er auch übernimmt. Nach wenigen hundert Metern im Verlauf des Großefehnkanals knickt er rechtwinklig links ab, übernimmt nach etwa einem Kilometer das Oberwasser der Neuen Wieke, biegt dann von Südost nach Süden bis zum Spezerfehnkanal, dessen Wasser er ebenfalls übernimmt und dessen Verlauf auch deutlich unterbricht. Beim Bagbander Tief (auch dessen Oberlauf entwässert er) wendet er sich nach Westen und kreuzt in annähernd rechtem Winkel die Hauptkanäle von Jheringsfehn. Anschließend fließt er zunächst mehr südwest-, dann mehr westwärts und südlich an Neermoor vorbei zum Siel und Schöpfwerk Sautel. Auf den letzten 6 km ist der Kanal als Dammfluss angelegt, dessen Wasserspiegel deutlich über dem umgebenden Terrain liegt, das durch Parallelgräben entwässert wird. Nicht zu verwechseln ist der Sauteler Kanal mit dem Sauteler Sieltief, welches parallel zu ihm verläuft und wesentlich älter ist. Es entwässerte früher knapp 300 Meter nördlich des heutigen Schöpfwerks über ein Siel in die Ems, was namensgebend für den Ort war, und ist heute an das Terborger Sieltief angebunden.

## Umgebung
Der Sauteler Kanal durchquert die Ortschaften Neuefehn, Boekzetelerfehn, Jheringsfehn und Warsingsfehn.
Da er nachträglich in ein viele Jahrzehnte älteres Netz von Kanälen, in dieser Gegend Wieke genannt, und kleinen Gräben eingebaut wurde, setzen sich die meisten Kanäle, deren von Osten und Süden kommendes Wasser er übernimmt, durch einen Damm oder auch nur ein Wehr unterbrochen nach Nordwesten in Richtung Fehntjer Tief fort.
Ein paar Gewässer unterkreuzen ihn in Dükern. Am markantesten ist der Düker beim Zusammenfluss von Alter und oberer Flumm. Durch ihn ist der von Wrisse kommende Grenzgraben an den unteren Teil der Flumm angeschlossen, deren hydrologischen Oberlauf er heute bildet. Im weiteren Verlauf wird dieses Gewässer zum Fehntjer Tief und schließlich zum Oldersumer Sieltief, einem der vier bedeutendsten Emszuflüsse unterhalb der Leda.

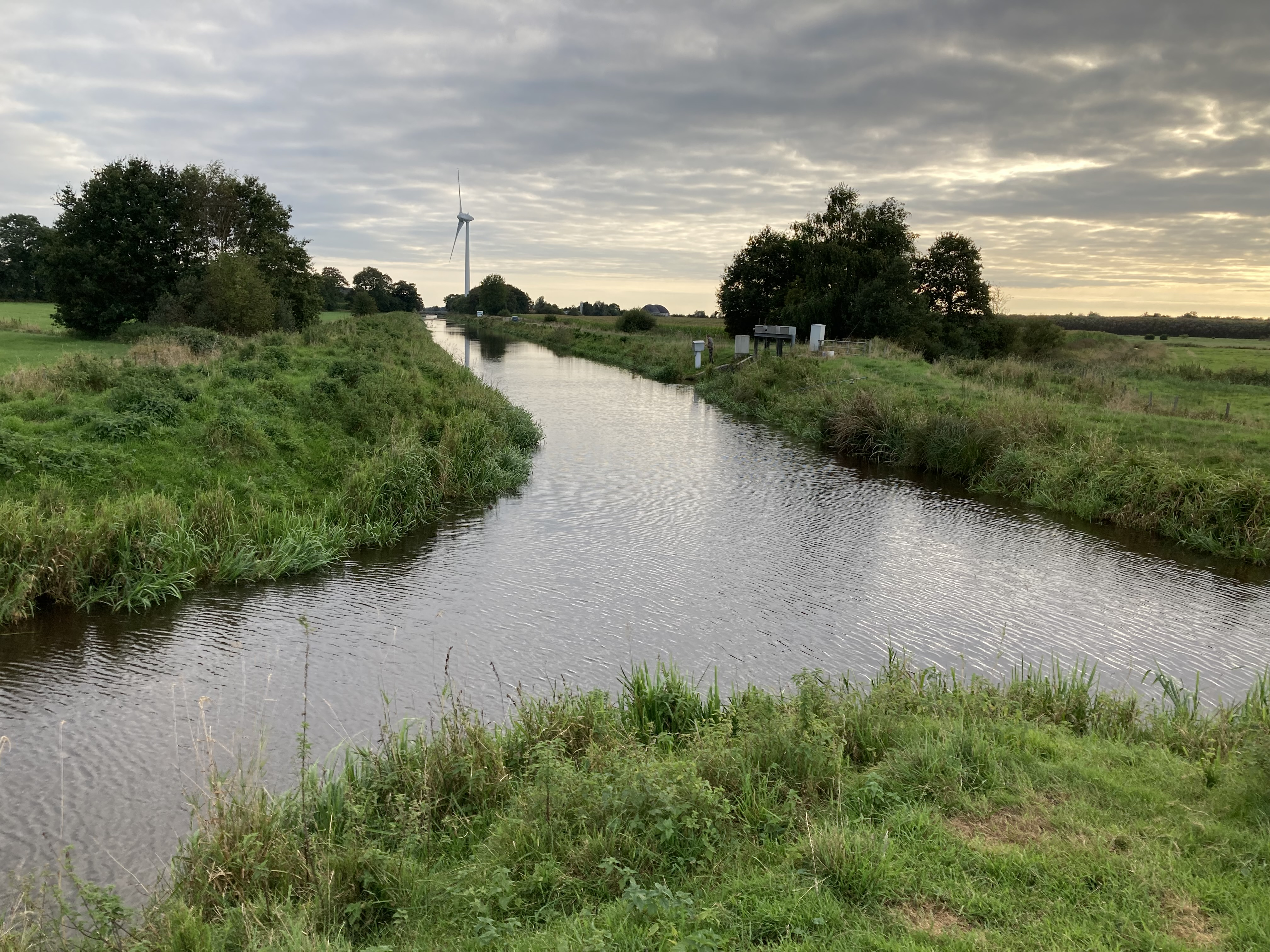
Ursprung des Sauteler Kanals am Zusammenfluss der Flumm (von links) und der Alten Flumm (von rechts).
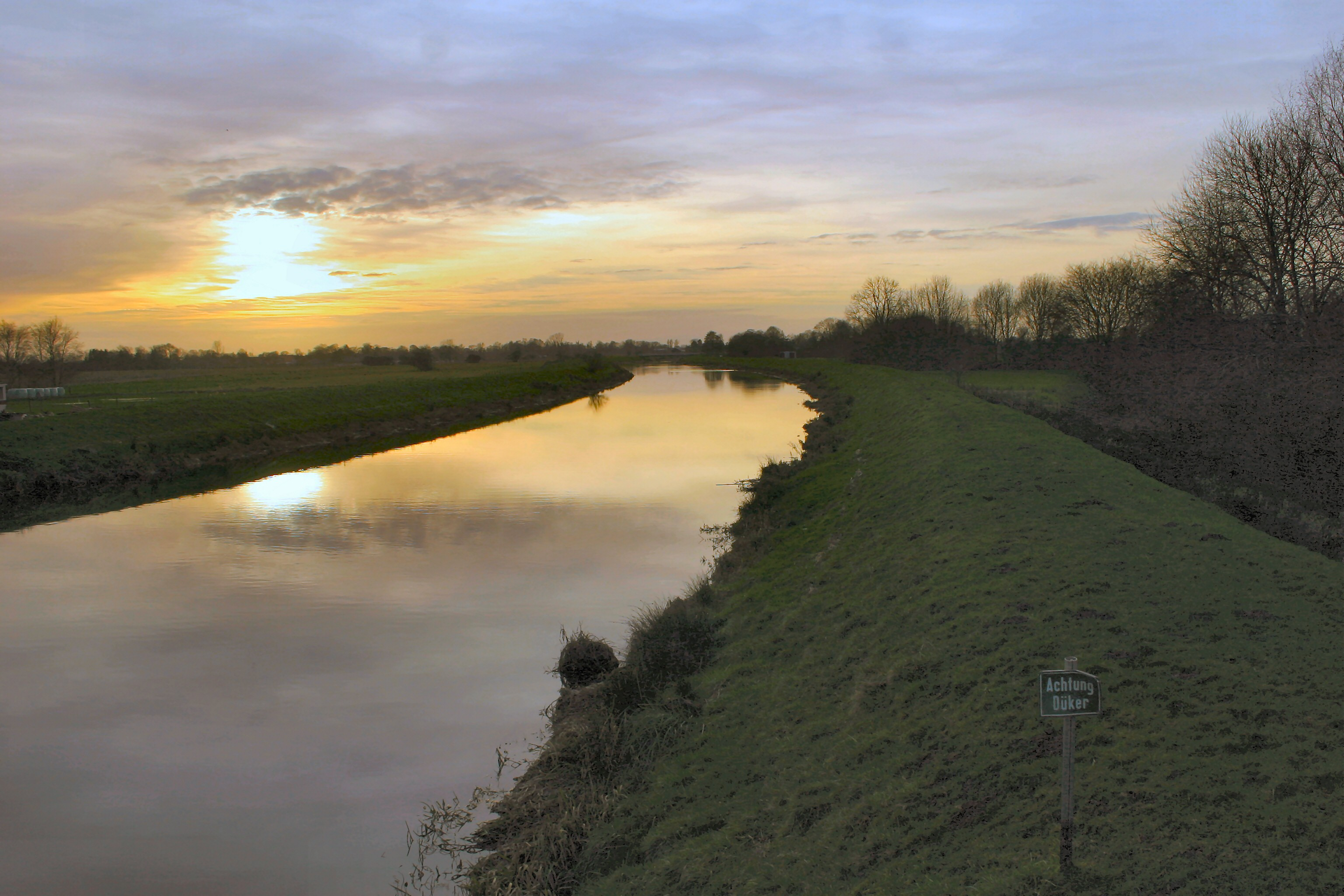
Sauteler Kanal in Neuefehn
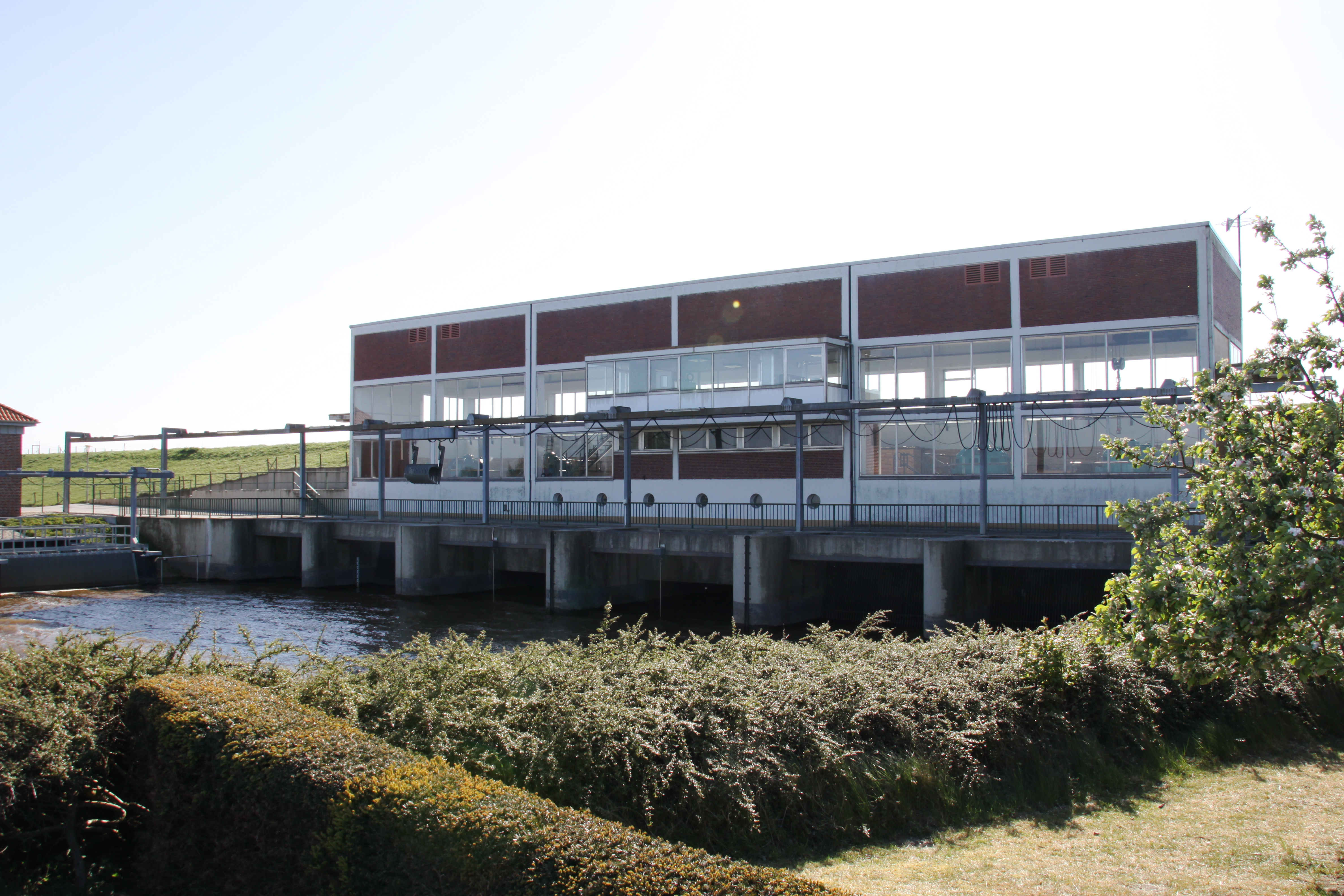
Siel und Schöpfwerk Sautel, Landseite